# Слобода (политичка странка)
Свеукрајинско обједињење Слобода (укр. Всеукраїнське об’єднання Свобода), опште познато као Слобода (укр. Свобода), је националистичка политичка партија деснице или крајње деснице у Украјини. Председник партије је Олег Тјагнибок. Партија се до фебруара 2004. звала Социјал-национална партија Украјине (укр. Соціал-Національна партія України).
Медији и политички аналитичари често повезују партију са нацизмом, међутим партија одбацује те оптужбе као нетачне. Лидер партије Олег Тјагнибок изјавио је да национализам који заступа Слобода „не може бити мешан са фашизмом, који значи супериорност једне нације над другима” и да је платформа његове странке „Наши ауторитети, наше власништво, наше достојанство, наша Богом дана земља”.
„Институт за истраживање савременог антисемитизма и расизма Стивен Рот” са Универзитета Тел Авива је у извештају из 1999. написао следеће о партији: „Социјал-национална партија Украјине је екстремистичка, десничарска, националистичка организација која се идентификује са идеологијом немачког национал-социјализма.”
На парламентарним изборима 2012. Слобода је према финалним резултатима освојила 10,44% гласова и једна је од 5 партија које су прешле цензус за Врховну Раду по пропорционалном систему.
На парламентарним изборима 2014. осваја 6 од 450 посланичких места.